# Спінозо
Спінозо (італ. Spinoso) — муніципалітет в Італії, у регіоні Базиліката, провінція Потенца.
Спінозо розташоване на відстані близько 350 км на південний схід від Рима, 45 км на південь від Потенци.
Населення — 1490 осіб (2014).

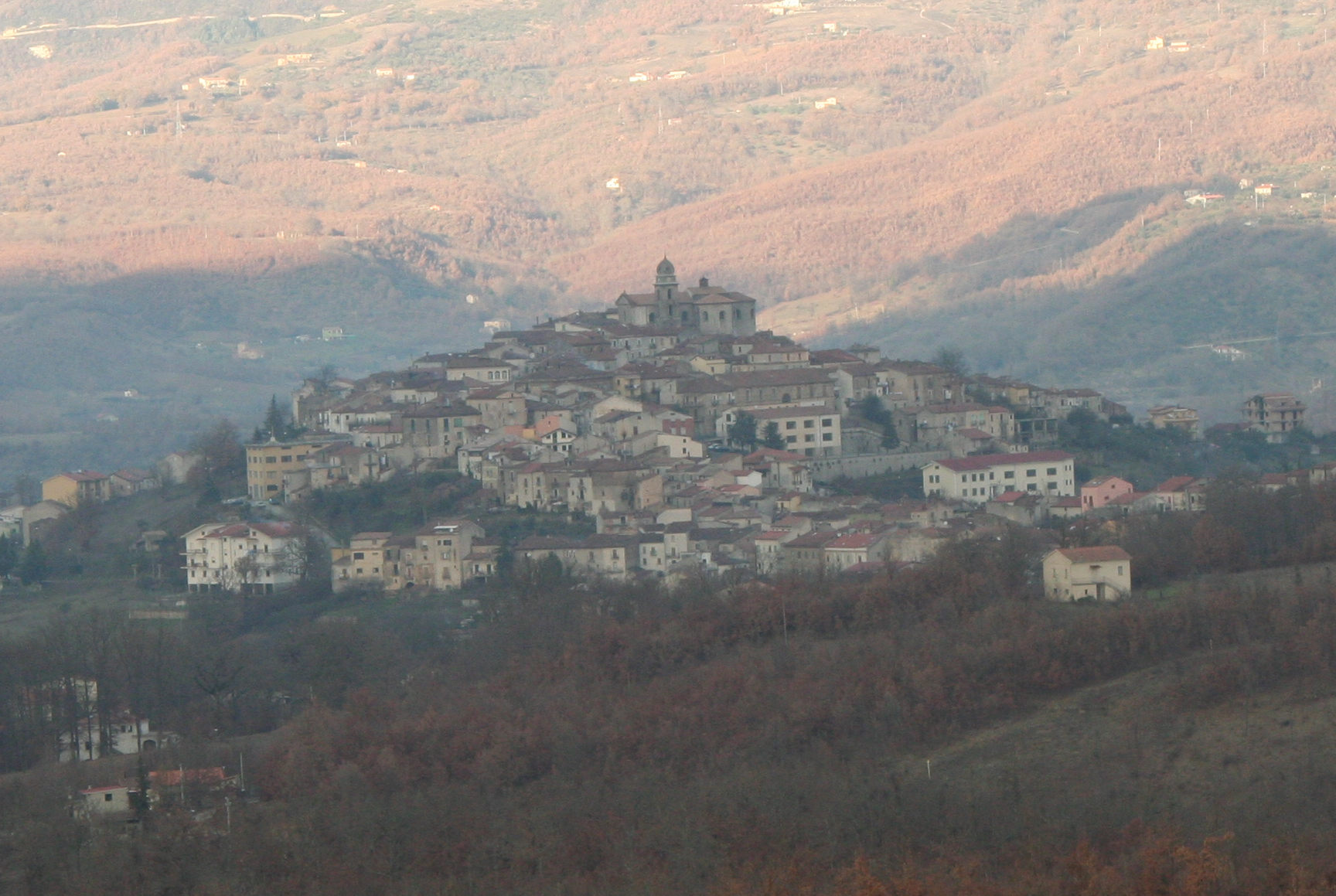

Щорічний фестиваль відбувається 22 липня. Покровитель — Santa Maria Maddalena.

## Демографія
Населення за роками:

Станом на 1 січня 2023 року в муніципалітеті офіційно проживали 32 іноземці з 11 країн, серед них 6 громадян країн Євросоюзу та 1 громадянин України.

## Сусідні муніципалітети
- Кастельсарачено
- Грументо-Нова
- Монтемурро
- Сан-Кірико-Рапаро
- Сан-Мартіно-д'Агрі
- Сарконі